# ایفوما اونومونو
ایفوما اونومونو (انگلیسی: Ifeoma Onumonu؛ زادهٔ ۲۵ فوریهٔ ۱۹۹۴) بازیکن فوتبال اهل ایالات متحده آمریکا است.
از باشگاه‌هایی که در آن بازی کرده‌است می‌توان به باشگاه فوتبال پورتلند تورنز اشاره کرد.
وی همچنین در تیم‌های ملی فوتبال زیر ۲۳ سال زنان ایالات متحده آمریکا و زنان نیجریه بازی کرده‌است.